# .中文网
“.中文网”是域名系统（DNS）中的新通用顶级域名（gTLD）。
据该注册局自称，已有数百知名品牌将“.中文网”作为其中文网域名，这些品牌包括诺基亚、MSN、路透社、美国职业篮球联赛、三星、联合国、BBC等，2014年已有53家注册商提供“.中文网”的域名。